# Chrysotachina alcedo
Chrysotachina alcedo är en tvåvingeart som först beskrevs av Friedrich Hermann Loew 1869.  Chrysotachina alcedo ingår i släktet Chrysotachina och familjen parasitflugor. Inga underarter finns listade i Catalogue of Life.